# Kudowa Słone
Kudowa Słone – zamknięte i zlikwidowane w październiku 1948 roku: przystanek osobowy i ładownia publiczna, a dawniej stacja kolejowa w Kudowie-Zdroju, w dzielnicy Słone, w powiecie kłodzkim, w województwie dolnośląskim, w Polsce. Zostały otwarte w maju 1906 roku przez KPEV.